# Chrysostome de Smyrne
Chrysostome Kalafatis ou Chrysostome de Smyrne est né le 8 janvier 1867 à Triglia (aujourd'hui Tirilye), en Bithynie, et a été massacré à Smyrne (aujourd'hui Izmir), en Ionie, le 10 septembre 1922 (calendrier julien: 27 août). C'est le dernier métropolite de Smyrne (1910-1922) et un martyr de l'Église orthodoxe grecque.

## Famille
Le métropolite Chrysostome est l'arrière-grand-oncle de l'homme politique et artiste libanais Michel Éléftériadès.

## Biographie
En 1902, Chrysostome Kalafatis est élu métropolite de Dráma par le Saint-Synode du Patriarcat œcuménique de Constantinople. La ville de Dráma, située en Macédoine orientale, est alors sous domination ottomane mais majoritairement peuplée de Grecs, avec des minorités bulgares, pomaques, turques, arméniennes et juives. Une fois nommé, Chrysostome entreprend une importante politique sociale et culturelle auprès de la population, notamment hellène, obtenant de la part des riches commerçants des dons pour la construction d'écoles, d'églises, d'hôpitaux et d'équipements sportifs.
Il s'implique en politique, obtenant de Constantinople que les églises orthodoxes bulgares passent aussi sous sa juridiction. Trop philhellènes, ces positions suscitent des oppositions et aboutissent à son bannissement de Dráma par les autorités ottomanes le 30 août 1907. Trois ans plus tard, le 10 mai 1910, Chrysostome Kalafatis est élu métropolite de Smyrne, une cité d'Ionie, région d'Asie mineure alors largement peuplée de chrétiens, grecs et arméniens. L'homme d'Église reprend alors son travail social auprès de la population. Pendant la Première Guerre mondiale, une vague de persécutions anti-chrétiennes se produit dans l'Empire ottoman, allié des Empires centraux (Empire allemand et Autriche-Hongrie) qui se méfie de la sympathie que ses populations chrétiennes pourraient éprouver pour la Russie, liée aux Alliés. Chrysostome aide alors des Micrasiates à trouver refuge dans les îles grecques ou italiennes de la Mer Égée. Il sert par ailleurs de porte-parole à la population civile auprès du corps diplomatique et de la presse internationale. Une fois de plus, son activisme et ses positions politiques lui valent d'être exilé une seconde fois le 20 août 1914 : il doit quitter Smyrne pour Constantinople.  
C'est seulement à la fin du premier conflit mondial que le métropolite retourne dans son évêché. Peu de temps après, le 2 mai 1919, l'armée hellène occupe la ville en accord avec les clauses du traité de Sèvres. Redevenu évêque, Chrysostome reprend son travail auprès de la population grecque mais apporte également son soutien aux minorités arméniennes et « franques » (comme on appelait en ce temps les levantins catholiques de langue française ou italienne résidant dans l'Empire ottoman). Et il s'implique toujours en politique en tentant d'associer les Turcs smyrniotes à ses projets, ce que ni ses fidèles les plus influents, ni les officiels grecs n'apprécient.
Après la défaite de l'armée grecque en Anatolie et la chute de Smyrne aux mains des nationalistes turcs, Chrysostome refuse de quitter la ville et d'abandonner ses fidèles. Le 10 septembre 1922, il est arrêté par la foule turque, rassemblée par le gouverneur Noureddine Pacha qui, lui non plus, n'apprécie pas l'influence de l'évêque. Selon des observateurs français, « la foule s'empara du métropolite Chrysostome et l'emmena […] un peu plus loin, devant la boutique d'un coiffeur italien du nom d'Ismaël […] [Les Turcs] s'arrêtèrent et le Métropolite fut introduit dans le salon de coiffure. Ils commencèrent à le frapper à coups de poing et de bâtons et à lui cracher au visage. Ils le criblèrent de coups de couteaux. Ils lui coupèrent la barbe, ils l'énucléèrent, ils lui coupèrent le nez et les oreilles. Les soldats français [présents dans les environs] furent écœurés par ce qu'ils virent et cherchèrent à intervenir mais leur commandant avait l'ordre de rester strictement neutre. Un revolver à la main, il interdit à ses hommes de porter secours au Métropolite. Chrysostome fut ensuite conduit dans une petite rue du district d'Iki Cheshmeli, où il succomba finalement à ses terribles blessures. ».   
Il a été déclaré martyr et saint de l'Église orthodoxe orientale par le Saint Synode de l'Église de Grèce le 4 novembre 1992. Sa fête est le dimanche précédant l'Exaltation de la Sainte Croix (7-13 septembre).